# Bulbophyllum aristatum
Bulbophyllum aristatum är en orkidéart som först beskrevs av Heinrich Gustav Reichenbach, och fick sitt nu gällande namn av William Botting Hemsley. Bulbophyllum aristatum ingår i släktet Bulbophyllum och familjen orkidéer. Inga underarter finns listade i Catalogue of Life.